# Grabonoški Vrh
Grabonoški Vrh je naselje v Občini Cerkvenjak.

## Lega
Naselje leži na slemenu med Cogetinskim in Grabonoškim potokom, severozahodno od središča občine. Na višjih legah so predvsem njive in sadovnjaki, na pobočjih pa vinogradi. Tu so v preteklosti imeli kmetje iz Ščavniške doline svoje vinograde, še sedaj prevladujejo manjše hiše (viničarije).
V gozdu blizu Borkovih se nahajata dve še ohranjeni antični gomili, nekaj pa je uničenih, v njih je bilo najdenih nekaj predmetov, katere hrani Pokrajinski muzej Maribor.